# Carmen Barros
Carmen Aída Barros Alfonso (Santiago de Chile, 7 de enero de 1925-Providencia, 21 de diciembre de 2023) fue una actriz, cantante, compositora, profesora de voz, directora de teatro y diplomática chilena, de longeva y multidisciplinaria trayectoria artística, que perduró activamente por más de ochenta años.
Fue conocida popularmente por protagonizar la primera obra musical chilena Esta señorita Trini (1960) de Luis Alberto Heiremans, y personificó a «Carmela de San Rosendo» en la primera versión de la obra La pérgola de las flores (1961) de Isidora Aguirre, ambas estrenadas por el Teatro Ensayo de la Universidad Católica de Chile con gran éxito comercial.
Entre 1991 y 1994 se desempeñó como agregada cultural de Chile en Alemania, bajo el gobierno de Patricio Aylwin.
Barros recibió numerosos premios y reconocimientos a su trayectoria artística, además de ser nombrada como la «figura fundamental de la música chilena» y declarada «hija ilustre» de Providencia. Obtuvo el Orden al Mérito Artístico y Cultural Pablo Neruda (2020) entregado por el Ministerio de las Culturas, las Artes y el Patrimonio de Chile.

## Primeros años de vida
Su padre, Tobías Barros Ortiz (1894-1995), fue un militar y diplomático, quien fue numerosas veces Ministro del gobierno de Carlos Ibáñez del Campo. Su madre, Carmen Raquel Alfonso Cavada. Era hermana del diplomático, escritor y director de teatro Tobías Barros Alfonso. Su abuelo fue el militar y cronista Tobías Barros Merino.
Uno de sus tíos es Diego Barros Ortiz (1908-1990), aviador militar, poeta y autor de varias canciones de Los Cuatro Huasos, puestas en música por Jorge Bernales Valdés, integrante de ese conjunto. Bisnieta paterna del político José Agustín Barros Varas. Su bisabuelo materno fue el político Antonio Alfonso Cavada.
A raíz de las misiones internacionales desempeñadas por su padre, pasó parte de su niñez en Lima cuando él fue agregado militar en Perú, y tras un regreso momentáneo a Chile el siguiente destino fue Europa en 1940, a causa del nombramiento del padre como embajador en Alemania. Por esta razón Barros vivió en Berlín durante casi cuatro años, en pleno fragor de la Segunda Guerra Mundial. «Me tocó ver desde muy cerca toda esa gran cultura pero también los estragos de la guerra». Para entonces la música ya tenía un lugar importante en su vida, incluso por lazos familiares.
Barros nunca se quedó más de siete meses en un colegio: vivió entre Santiago, otras ciudades del país, Perú y Europa, y básicamente aprendió a hablar alemán antes que castellano. Sin embargo, asistió a las Monjas Francesas, un colegio de mujeres donde era el "comodín" del curso para cualquier competencia artística que implicara baile o la actuación. Trató de retomar su enseñanza básica, en un colegio alemán, pero no aguantó estar en uno mixto, por lo que optó por retirarse y tomar clases particulares en la casa. Pero nunca terminó los estudios.
Recibió clases de piano desde niña en Perú junto a su hermano, Tobías, y mostró un interés también temprano en la ópera, reforzado por sus lecciones también durante la infancia con Gaudio Mansueto, cantante italiano avecindado en Chile. En Berlín reanudó los estudios de piano con Jenny Krause, hija de Martin Krause, quien fuera el maestro alemán de los pianistas chilenos Claudio Arrau y Rosita Renard entre otros discípulos. Y tras la ruptura de relaciones entre ambos países, un año antes del fin de la guerra la familia volvió a Chile a comienzos de 1944.

## Carrera artística
Fue entonces cuando, con diecinueve años, Barros estrenó el seudónimo de «Marianela», tomado del nombre de una hija de Alfredo Molina Lahitte, célebre fotógrafo de la época, y debutó como cantante en Radio Agricultura en 1944. Fue un estreno impulsado por el periodista Santiago del Campo, quien trabajaba en la emisora y acompañó con dramatizaciones y efectos sonoros las versiones de la cantante para la canción "Lili Marleen", melodías rusas o francesas como "Ojos negros" y "Parle-moi d'amour", éxitos de Sinatra o de Cole Porter como "Night and day" y "Begin the begin" y boleros como "Nocturnal" o "Mía no más", de Pedro Vargas, entre otras.
En 1946 asumió el rol de Marcelina en el elenco de una versión de la ópera Fidelio de Beethoven, producida por la compañía Metropolitan de Nueva York, presentada en el Teatro Municipal de Santiago. Fue la época de su debut fílmico, al aparecer en la película Bajo un cielo de gloria (1944), de José Bohr, y discográfico, con su característica radial Amorcito mío grabada con la orquesta de Federico Ojeda para otra película, Música en tu corazón (1946), de Miguel Frank y protagonizada por la chilena Blanca Löwe, el argentino Pepe Armil y la cantante cubana Margarita Lecuona.
En 1950 fue una de las ganadoras de los primeros premios Caupolicán, otorgados por la Asociación de Cronistas de Cine, Teatro y Radio, en la categoría de cantante femenina y junto a Arturo Gatica como cantante masculino, Las Hermanas Loyola como conjunto folclórico, Raúl Gardy como compositor folclórico, Federico Ojeda como director de orquesta y Raúl Matas como hombre de radio.
Faltaba sumar el teatro a los quehaceres de radio, disco y cine a los que Barros se había dedicado en los últimos seis años. Su debut en teatro fue en 1950, junto a su hermano Tobías en théâtre de poche, con dos obras consecutivas presentadas en pequeñas salas del centro de Santiago: la comedia musical Carlos y Ana en L'Atelier, protagonizada junto al actor Lautaro Murúa y luego con Luis Alberto Heiremans, y Anatole, de Arthur Schnitzler, en la sala Petit Rex.
Entre 1953 y 1957, tras el nuevo nombramiento de su padre ahora como embajador del gobierno de Ibáñez del Campo en Italia. Esta vez Barros se estableció también en Viena, y en sus regresos ocasionales a Chile mantuvo su trabajo musical con recitales de lieder acompañada por pianistas como Federico Heinlein, Carlos Oxley y Rudy Leman.
Barros debutó como compositora en la obra Esta señorita Trini (1958) en el Teatro Ensayo de la Universidad Católica, reconocida como la primera comedia musical chilena y creada junto a Heiremans, en la que ella es autora de la música, con arreglos del pianista y director de orquesta Pedro Mesías. Su papel protagónico de la obra, le entregó diversos premios. En 1960 reapareció en La pérgola de las flores (1960), la popular comedia de la dramaturga Isidora Aguirre y el compositor Francisco Flores del Campo, con quien Barros ya había grabado algunas canciones previas. Compartió con Silvia Piñeiro, Ana González Olea y muchos otros genios. En la versión original de la obra la cantante fue la protagonista en el papel de Carmela, la campesina que llega a vivir a la ciudad. Un rol que tuvo una exigencia técnica especial.
La década de 1960, marcó la llegada de la televisión, y la actriz protagonizó allí un nuevo encuentro entre actuación y canto, esta vez con Los Gatos, grupo que formó entre 1964 y 1968, con Octavio Espinoza, Gonzalo Herranz y Carlos Larraín, y que actuó en el programa El tejado musical de Canal 13. Al año siguiente, grabó un disco con el productor Camilo Fernández. Entre 1967 y 1968 la cantante trabajó en Buenos Aires. 

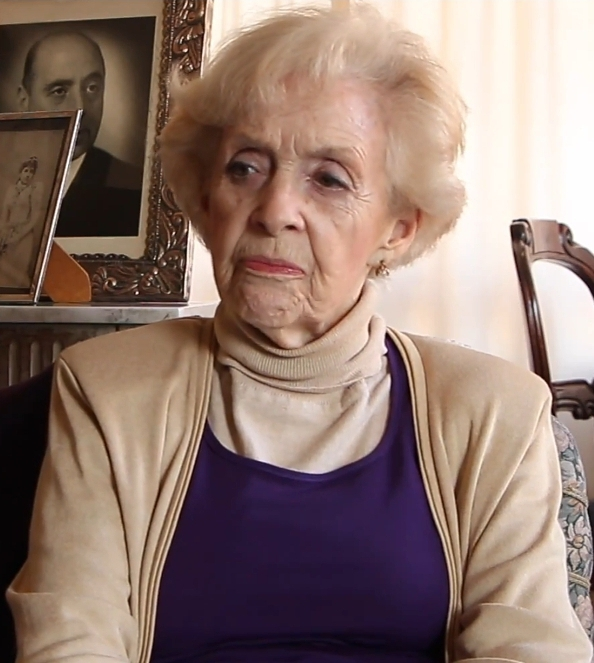
Carmen Barros en 2016.

Su regreso al cine chileno fue en la película chilena La casa en que vivimos (1970), de Patricio Kaulen, y un nuevo viaje se impuso tras el golpe de Estado de 1973: a fines del mismo año partió a Nairobi, donde trabajó como funcionaria de la Organización de las Naciones Unidas y también hizo presentaciones en teatros.
Volvió a Chile tras el fallecimiento de su madre y entró a trabajar en televisión. Su primera teleserie fue la exitosa Los Títeres en 1984, la que marcó el ingreso al género, como guionista, del dramaturgo Sergio Vodanovic. Su personaje, junto al que hizo en El amor está de moda (1995) son sus mayores orgullos en este género. La última vez que estuvo en un elenco estable de una teleserie fue en Papi Ricky (2007), pero de igual manera siguió con participaciones especiales. 
Tener más de 90 años no fue un impedimento para seguir trabajando. Grabó discos con los que realizó presentaciones en vivo, con la obra Mi Marilyn Monroe tuvo funciones en varias ciudades del país y en el extranjero. En 2015 integró el elenco de la versión chilena de Los años dorados (Chile), dirigida por Ricardo Vicuña, y fue nominada a los Premios Caleuche como Mejor actriz protagónica en series. En 2017 estuvo en cartelera del Teatro Mori.
Entre los últimos reconocimientos que recibió están,  en 2010, un Premio APES (2010) por su trayectoria artística y en 2017 el mismo premio ahora en los Premios Caleuche por el ministro de Cultura, Ernesto Ottone, junto a Chileactores, y también la alcaldesa de Providencia, Evelyn Matthei, la homenajeó y la reconoció como Persona Pública Distinguida de la comuna.
En enero de 2020, recibió el Orden al Mérito Artístico y Cultural Pablo Neruda por su destacada trayectoria y contribución a la cultura y arte como actriz, cantante, docente y pionera del teatro musical chileno.

## Vida personal
A inicios de la década de 1960, Barros mantuvo una relación sentimental con el joven actor Leonardo Perucci, quien era trece años menor que ella, y a quien conoció en La pérgola de las flores. Luego, Carmen Barros se casó civilmente con el piloto chileno-alemán Jaime Amunátegui Silva (1922-2013), con quien tuvo tres hijos: Bárbara Amunátegui; pedagoga y expresidenta del Instituto Latinoamericano de Estudios de la Familia de México, Loreto Amunátegui; exgobernadora de la Provincia de Chacabuco entre 2000 y 2006, y Jaime Amunátegui; gerente de Lan Chile. El matrimonio se anuló en 1972.
El 24 de enero de 1984, su hijo Jaime Amunátegui Barros se casó con Jacqueline Pinochet Hiriart, hija menor del dictador Augusto Pinochet Ugarte, en el Palacio Presidencial de Cerro Castillo. Carmen Barros decidió no asistir a la boda de su hijo y optó por viajar a México. El matrimonio se anuló en 1987 debido a diferencias políticas. Tras la separación, Barros fue prohibida por la familia Pinochet, especialmente por Jacqueline, de acercarse a sus tres nietos. No fue hasta 2012 que su nieto Jaime Amunátegui Pinochet estableció un vínculo profesional con Barros al participar en la película La chupilca del diablo. En 2016, Carmen Barros, en una entrevista con CNN Chile, afirmó: «Jacqueline creía que yo era comunista por ser artista». En 2018, en una entrevista con La Tercera, reafirmó sus comentarios sobre la familia Pinochet: «Ni siquiera los conozco, y por decisión mía».
Carmen Barros, gran admiradora de la actriz Marés González, expresó en su libro Una vida fascinante: Conversaciones con Carmen Barros que: «La mejor actriz que he visto ha sido Marés, por ser de una gran capacidad dramática y muy convincente en sus roles. Es la perfección como actriz, porque podía tomar cualquier papel». También desclasificó la poco afinidad personal con las actrices Malú Gatica y Silvia Piñeiro.

## Pensamiento político
Carmen Barros desde desde joven se vio involucrada en el proyecto político de la Izquierda Cristiana (IC). Sin embargo, durante la Unidad Popular se declaró como «Allendista». Tras el término de la dictadura militar de Augusto Pinochet Ugarte, Barros asumió militancia en el Partido por la Democracia (PPD).

## Muerte
Carmen Barros murió en su residencia de Providencia, en la madrugada del 21 de diciembre de 2023 producto de un paro cardiorrespiratorio mientras dormía. El deceso de la actriz fue anunciado públicamente por ChileActores y posteriormente, ratificado por su hijo. A pesar de su positivismo, la actriz enfrentaba un complejo cuadro de neumonitis deterioró su salud en sus las últimas semanas.
Su muerte generó que los principales organismos culturales, sindicales y universitarios, y diversas entidades cinematográficas y compañías de teatro del país, despidieran a Barros con gratitud a su trayectoria artística. Por su parte, Televisión Nacional decidió retransmitir a través de su señal principal el documental Viejos amores en memoria del actriz.
Fue velada el 22 de diciembre de 2023 en el Teatro Oriente de Providencia, donde recibió la compañía de sus familiares, amigos y círculo artístico más cercano.

## Legado
A partir de 2019, el Ministerio de las Culturas, las Artes y el Patrimonio otorga los Premios Carmen en su honor. 

## Filmografía
- Bajo un cielo de gloria (1944)
- Música en tu corazón (1946)
- La casa en que vivimos (1970)
- La fiebre del loco (2001)
- La chupilca del diablo (2012)
- La visita (2014) Chile-Argentina
- El huésped (2014)
- Perla (2015)
- Viejos amores (2016)
- Memorias (cortometraje) (2017)
- Buela Tata (2020)
- Un cuento de 2 mujeres (2020)

## Televisión

### Teleseries
| Año  | Título                 | Rol                | Canal                   |
| ---- | ---------------------- | ------------------ | ----------------------- |
| 1984 | Los Títeres            | Tuca Chica Leyton  | Canal 13                |
| 1985 | Matrimonio de papel    | Marcela Dellany    | Canal 13                |
| 1986 | Secreto de familia     | Señora Ovalle      | Canal 13                |
| 1989 | La Intrusa             | Mercedes "Memé"    | Canal 13                |
| 1990 | Acércate más           | Delfina Rosado     | Canal 13                |
| 1995 | El amor está de moda   | Aurora Zañartu     | Canal 13                |
| 1998 | Travesuras del corazón |                    | Panamericana Televisión |
| 2001 | Piel Canela            | Titania Conejo     | Canal 13                |
| 2004 | Hippie                 | Leonor Errázuriz   | Canal 13                |
| 2007 | Papi Ricky             | Julita Merino      | Canal 13                |
| 2013 | Soltera otra vez 2     | Mireya Vásquez     | Canal 13                |
| 2016 | Preciosas              | Adelaida Undurraga | Canal 13                |

### Series y unitarios
| Año  | Título                                   | Rol               | Canal       |
| ---- | ---------------------------------------- | ----------------- | ----------- |
| 1969 | La Señora                                | Marianela         | Canal 13    |
| 1996 | Vecinos puertas adentro                  |                   | Canal 13    |
| 1998 | Casos y cosas de casa                    |                   | Chilevisión |
| 2002 | El día menos pensado - El Pasillo Oscuro | Gregoria Mora     | TVN         |
| 2010 | Volver a mí                              | Conchita          | Canal 13    |
| 2014 | La canción de tu vida                    | Abuela de Marcela | TVN         |
| 2015 | Los años dorados                         | Carmen Ortiz      | UCV         |
| 2016 | Lo que callamos las mujeres              | Mirta             | Chilevisión |
| 2017 | Vidas en riesgo                          | Dolores           | Chilevisión |

### Programas
- Martes 13
- Teatro en Canal 13

## Teatro
- 1958 - Esta señorita Trini - Trinidad.
- 1960 - La pérgola de las flores - Carmela de San Rosendo.
- 1964 - Todos en parís conocen...
- 1971 - Como en la gran ciudad
- 1972 - Javiera y su fantasma.
- 1984 - La balsa de la medusa
- Las preciosas ridículas.
- Anatole.
- 2011 - Mi Marilyn Monroe.[29] - Marilyn Monroe.
- 2012 - El obsceno pájaro de la noche
- 2015 - El marinero.[30]
- 2018 - Tukoo! Tukoo!
- 2018 - La princesa de la Laguna Lagartija
- 2020 - Mariposas
- 2022 - Auge y caída del ruiseñor

## Premios y nominaciones

### Premios
- 1950: Premio Caupolicán a la Mejor cantante del año, otorgados por la Asociación de Cronistas de Cine, Teatro y Radio.
- 1960: Premio de Teatro, otorgado por el Círculo de Críticos de Arte por La pérgola de las flores.
- 2011: Premio Apes a la Trayectoria artística.
- 2011: Nominación - Premio Altazor de las Artes Nacionales a la Mejor actriz de teatro por Mi Marilyn Monroe.
- 2016: Nominación - Premio Caleuche a la Mejor actriz protagónica - Series y/o miniseries por Los años dorados.[31]
- 2017: Premio Caleuche a la Trayectoria artística.[32]

### Distinciones
- 2018: Distinción Enrique Silva Cimma por el Instituto del Envejecimiento y el Centro de Extensión del Senado de Chile.
- 2020: Orden al Mérito Artístico y Cultural Pablo Neruda por el Ministerio de las Culturas, las Artes y el Patrimonio.
- 2022: Elegida entre los 100 Líderes Mayores por la Fundación Conecta Mayor, El Mercurio y la PUC. Distinción otorgada en Municipalidad de Providencia.

### Reconocimientos
- 2006: Diploma de Honor por la trayectoria artística, entregado por la Sociedad Chilena del Derecho de Autor (SCD).
- 2017: Reconocida como «figura pública distinguida» por la Municipalidad de Providencia.
- 2019: Reconocida como «figura fundamental de la música chilena» por la Sociedad chilena del derecho del autor.
- 2021: Declarada Hija Ilustre de Providencia.

## Homenajes
- Libro Memoria Emotiva. Actrices Chilenas, de Catherine Mazoyer. Publicado el 30 de agosto de 2016.
- Libro Una vida fascinante. Conversaciones con Carmen Barros, de Mario Cavalla. Publicado el 28 de septiembre de 2022.[33]